# Toyo Seikan
Toyo Seikan Group Holdings, Ltd. (東洋製罐グループホールディングス株式会社 Tōyō Seikan Gurūpu Hōrudingusu Kabushiki-gaisha) er en japansk producent af emballagebeholdere. De har 78 datterselskaber og ni associerede selskaber. Toyo Seikan er børsnoteret på Tokyo Stock Exchange og Osaka Exchange.